# Microsoft Calendario
Microsoft Calendario (precedentemente denominato Windows Live Calendar e prima ancora MSN Calendar) è un calendario on-line, facente parte dei servizi relativi all'account Microsoft.
È integrato con Outlook.com, come Windows Live Calendar era integrato con Windows Live Hotmail e MSN Calendar con MSN Hotmail; supporta i file iCalendar per importare dati da altri calendari.
È stato distribuito il 14 gennaio 2008.

## Caratteristiche
Calendario utilizza la tecnologia AJAX, che permette agli utenti di creare appuntamenti, eventi, manifestazioni e ricorrenze senza aggiornare la finestra del browser. I dati del calendario sono salvati online, e possono essere visti ovunque tramite browser o dispositivi Windows 8 e Windows Phone 8, che integrano il Calendario nativamente associandolo all'account Microsoft che viene impostato.